# Timothy Creasey
Sir Timothy May Creasey, KCB, OBE (* 21. September 1923; † 5. Oktober 1986) war ein britischer Offizier und zuletzt General der British Army, der unter anderem zwischen 1980 und 1981 als Commander-in-Chief, United Kingdom Land Forces Oberkommandierender der Landstreitkräfte war. Er war ferner zwischen 1972 und 1975 Kommandeur sowie von 1981 bis 1985 stellvertretender Oberkommandierender und Chef des Verteidigungsstabes der Omanischen Streitkräfte.

## Leben

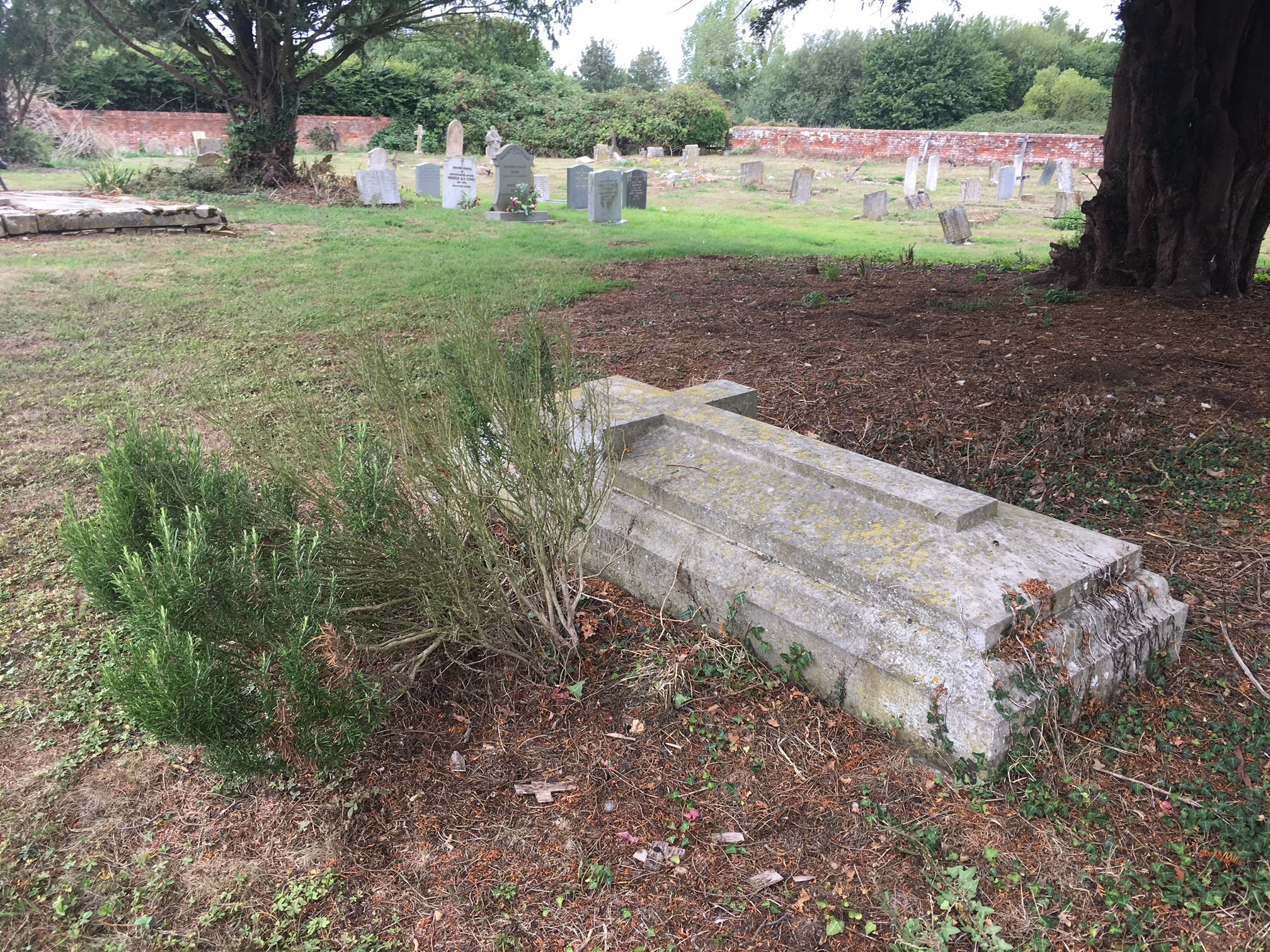
Grabstätte von Timothy Creasey auf dem Friedhof von St Andrew’s, Belchamp St Paul, Essex.

Timothy May Creasey war der Sohn von Oberstleutnant G. M. Creasey und dessen Ehefrau Phyllis Robinson Creasey, eine Tochter von Vizeadmiral Frederick Charles Bryan Robinson. Er trat nach dem Besuch des Clifton College 1942 in die Britisch-Indische Armee ein und diente während des Zweiten Weltkrieges zunächst im 10th Baluch Regiment, ehe er im weiteren Kriegsverlauf in das Royal Norfolk Regiment der British Army überführt wurde. Nach Ende des Zweiten Weltkriegs folgten zahlreiche Verwendungen als Offizier und Stabsoffizier sowie Einsätze während des Mau-Mau-Krieges (1952 bis 1960) in der Kolonie Kenia und der Border Campaign, eine Serie von Anschlägen der Irish Republican Army (IRA) ab 1956. Er war als Oberstleutnant (Lieutenant-Colonel) zwischen Februar 1965 und 1967 Kommandeur des 1. Bataillons des neu aufgestellten Royal Anglian Regiment und nahm mit diesem an der sogenannten Aden Emergency (14. Oktober 1963 bis 30. November 1967) teil, eine bewaffnete Rebellion der National Liberation Front (NLF) und der Front for the Liberation of Occupied South Yemen (FLOSY) gegen das britische Protektorat der Südarabischen Föderation. Für seine militärischen Verdienste in dieser Zeit wurde er 1966 Officer des Order of the British Empire (OBE).
Als Brigadegeneral (Brigadier) war Creasey zwischen Dezember 1968 und Februar 1971 Kommandeur der 11. Panzerbrigade (11th Armoured Brigade) und erhielt danach von 1972 bis 1975 eine Abordnung als Kommandeur der Omanischen Streitkräfte. Nach seiner Rückkehr war er als Generalmajor (Major-General) zwischen Mai 1975 und September 1977 Direktor für die Infanterie (Director of Infantry) im Verteidigungsministerium des Vereinigten Königreichs. 1975 wurde er für seine Verdienste Companion des Order of the Bath (CB). Nach seiner Beförderung zum Generalleutnant (Lieutenant-General) löste er im November 1977 Generalleutnant David House als Kommandierender General des Militärbezirks Nordirland ab und bekleidete diese Funktion bis Dezember 1979, woraufhin Generalleutnant Richard Lawson seine Nachfolge antrat. Im Zuge der sogenannten „New Year Honours“ wurde er am 31. Dezember 1977 zum Knight Commander des Order of the Bath (KCB) geschlagen, so dass er fortan den Namenszusatz „Sir“ führte.
Nach seiner Beförderung zum General übernahm Sir Timothy Creasey im Januar 1980 von General Sir John Archer den Posten als Commander-in-Chief, United Kingdom Land Forces und war damit bis zu seiner Ablösung durch General Sir John Wilfred Stanier im April 1981 Oberkommandierender der Landstreitkräfte. Im Anschluss wurde er erneut in den Oman abgeordnet und war zunächst bis 1985 stellvertretender Oberkommandierender und Chef des Verteidigungsstabes der Omanische Streitkräfte|Omanischen Streitkräfte sowie danach von 1985 bis zu seinem Tode 1986 persönlicher Militärberater von Sultan Qabus bin Said. Daneben bekleidete er als Nachfolger von Generalmajor Jack Dye von 1982 bis zu seinem Tode auch das Ehrenamt des Colonel of the Royal Anglian Regiment und wurde in dieser Funktion 1986 von General Sir John Akehurst abgelöst.